# Tōshinki G's Flame
Tōshinki G's Flame (闘神機ジーズフレーム Tōshinki Jīzu Furēmu?), también conocida como Ancient Girl's Frame en inglés, es una serie de animación japonesa que se emitió en chino en plataformas de transmisión del 11 de octubre al 27 de diciembre de 2021 y en la televisión japonesa en Tokyo MX al día siguiente. La serie tiene licencia en Norteamérica por Funimation.

## Sinopsis
La humanidad adquirió una nueva forma de energía, DG (Divine Grace) Energy, y se embarcó en el desarrollo espacial junto con un notable desarrollo económico. Cuando estaban expandiendo sus esfuerzos pioneros a la esfera de Plutón, el grupo pionero fue repentinamente destruido por un ataque de la forma de vida no identificada "Nergal". Para oponerse a Nergal, las Fuerzas Aliadas de la Tierra formaron la "Unidad AG" que consta de antiguas armas robóticas "G's Frames" excavadas en ruinas de todo el mundo, y "Ancient Girls", chicas con habilidades especiales que pueden controlarlas.
En la Guerra de Troya de Júpiter, que es la primera batalla contra Nergal por parte de robots antiguos y unidades AG para la humanidad, la 1.ª Unidad AG de las Fuerzas Aliadas de la Tierra despegó para proteger la tierra, causando muchas muertes. Reiu se convierte en MIA (desaparecido en acción).
Pasa el tiempo y Reika Minamiya se ofrece como voluntaria para unirse a la Unidad AG en busca de su hermana mayor, Rei.

## Personajes
Reika Minamiya (南宮 麗香 Minamiya Reika?)
 Seiyū: Rie Takahashi
Luna Mariano Perez Lupiano (ルナ・マリアナ・ぺレス・ルピアノ Runa Mariana Peresu Rupiano?)
 Seiyū: Aya Suzaki
Arjena Hakeem (アルヘナ・ハキーム Aruhena Hakīmu?)
 Seiyū: Hiromi Igarashi
Judith Pearl (ジョティス・パール Jotisu Pāru?)
 Seiyū: Kaori Ishihara
Eyre (エア Ea?)
 Seiyū: Arisa Nakada
Reiu Minamiya (南宮 麗雨 Minamiya Reiu?)
 Seiyū: Ayana Taketatsu
Misaki Yoshizaki (吉崎 美咲 Yoshizaki Misaki?)
 Seiyū: Hisako Tōjō
Olivia McLean (オリビア・マクレーン Oribia Makurēn?)
 Seiyū: Haruna Terada
Wong Lim Yi Cheng (ウォン・リム・イー・チェン Won Rim Ī Chen?)
 Seiyū: Honoka Kuroki
Aimée Blavet (エメ・ブラヴェ Eme Burave?)
 Seiyū: Miyu Kubota
Kristina Artsebarsky (クリシュティナ・アルツェバルスキー Kurishutina Arutsebarusukī?)
 Seiyū: Sayaka Harada
Ray Burk (レイ・バーク Rei Bāku?)
 Seiyū: Katsuji Mori
Mikatsuki Williams (ミカツキ・ウィリアムズ Mikatsuki Wiriamuzu?)
 Seiyū: Hitomi Nabatame
Gen Minamiya (南宮 巌 Minamiya Gen?)
 Seiyū: Takanori Hoshino
Wang Lihua (王梨花 Wan Rīfa?)
 Seiyū: Sayaka Ōhara
Lee Dong-jin (イ・ドンジン I Donjin?)
 Seiyū: Shōhei Yamaguchi
Ryo Takagi (リョウ・タカギ Ryō Takagi?)
 Seiyū: Kōdai Sakai
Alex Robinson (アレックス・ロビンソン Arekkusu Robinson?)
 Seiyū: Takashi Matsuyama
Carlos Greco Perez Garcia (カルロス・グレコ・ペレス・ガルシア Karurosu Gureko Peresu Garushia?)
 Seiyū: Takuya Kirimoto
Zoe Peterson (ゾーイ・ピーターソン Zōi Pītāson?)
 Seiyū: Eri Kitamura
Dai Shennong (ダイシェンノン Daishennon?)
 Seiyū: Takanori Hoshino
Lua (ルア Rua?)
 Seiyū: Ayaka Asai
Abigail Lotus (アヴィゲイル・ロータス Avigeiru Rōtasu?)
 Seiyū: Chihiro Ishiguro
Dune Nadelman (デューン・ネーデルマン Dyūn Nēderuman?)
 Seiyū: Tomofumi Ikezoe
Robert Halo (ロバート・ヘイロゥ Robāto Heirō?)
 Seiyū: Shōhei Yamaguchi
Henry Narcissus Wilmarth (ヘンリー・ナーシサス・ウィルマース Henrī Nāshisasu Wirumāsu?)
 Seiyū: Shin Aomori